# 米川站
米川站（日语：／ Yonekawa eki */?）是位於山口縣岩國市周東町大字差川1722番5號，西日本旅客鐵道（JR西日本）的岩德線車站。

## 歷史
- 1934年（昭和9年）12月1日 - 岩國站（現時為西岩國站）至高水站之間開通，此站啟用。麻里布站（現時為岩國站）至周防高森站至櫛濱站之間全線開通，該區間路線名稱為山陽本線。
  - 當時車站地址為山口縣玖珂郡米川村（日语：米川村 (山口県玖珂郡)）大字差川。
- 1944年（昭和19年）10月11日 - 山陽本線岩國站（1942年前該站名為麻里布站）至周防高森站至櫛浜站之間的路線名稱改名為岩德線。
- 1955年（昭和30年）4月1日 - 隨著周東町（日语：周東町）成立，車站地址變為山口縣玖珂郡周東町大字差川。
- 1987年（昭和62年）4月1日 - 伴隨國鐵分割民營化，車站由西日本旅客鐵道（JR西日本）營運。
- 2006年（平成18年）3月20日 - 隨著岩國市（第二次）成立，車站地址變為山口縣岩國市周東町大字差川。

## 車站構造
車站是一座地面車站，設有1面1線的單式月台。此站曾經設有1面2線的島式月台，現時下行本線路軌已經撒走。
此站是由德山地域鐵道部管理的無人車站。在車站大樓內設有自動售票機。

## 車站周邊
- 桃園團地
- 島田川

## 使用狀況
以下為近年使用人次：
| 乘車人次變化 | 乘車人次變化 |
| 年度         | 1日平均人次  |
| ------------ | ------------ |
| 1999         | 43           |
| 2000         | 37           |
| 2001         | 33           |
| 2002         | 44           |
| 2003         | 46           |
| 2004         | 45           |
| 2005         | 42           |
| 2006         | 38           |
| 2007         | 35           |
| 2008         | 38           |
| 2009         | 34           |
| 2010         | 32           |
| 2011         | 33           |
| 2012         | 30           |
| 2013         | 26           |
| 2014         | 22           |
| 2015         | 23           |
| 2016         | 20           |
| 2017         | 21           |
| 2018         | 13           |

## 相鄰車站
西日本旅客鐵道（JR西日本）
■岩德線
周防高森－米川－高水

## 注腳
1. ↑  山口縣統計年鑑

## 外部連結
- 米川｜車站資訊：JR出門網 - 西日本旅客鐵道（日語）